# Cereixido (Quiroga)
Cereixido (llamada oficialmente Santa María de Cereixido) es una parroquia y una aldea española del municipio de Quiroga, en la provincia de Lugo, Galicia.

## Organización territorial
La parroquia está formada por dos entidades de población:

### Entidades de población
Entidades de población que forman parte de la parroquia:
- Cereixido

### Despoblado
Despoblado que forma parte de la parroquia:
- Feais

## Demografía
Gráfica demográfica de la aldea y parroquia de Cereixido según el INE español:
| Gráfica de evolución demográfica de Cereixido entre 2000 y 2020 |
|                                                                 |
| Datos según el nomenclátor publicado por el INE.                |